# Nămăești
Nămăești – wieś w Rumunii, w okręgu Ardżesz, w gminie Valea Mare-Pravăț. W 2011 roku liczyła 574 mieszkańców.